# Solmizace
Solmizace, dříve též solmisace, nebo v některých zemích označováno francouzským výrazem solfège, je systém vzniklý ve středověku. Pomocí solmizačních slabik se určuje výška tónu.
Solmizace se k označování výšky tónů dodnes používá zejména v románských zemích a v Rusku. V německé hudební sféře, včetně českého prostředí, se místo solmizačních slabik používají písmena abecedy.

## Původ
Za zakladatele solmizace je považován Guido z Arezza (asi 992-1050), jenž novou metodu popsal ve svém dopise Epistola de ignoto cantu.
Metoda vznikla tak, že se řada šesti tónových stupňů středověkého hexachordu přiřadila k šesti slabikám: ut, re, mi, fa, sol a la. Guido tyto slabiky založil na první slabice každého verše latinského textu hymnu svatému Janu Ut queant laxis, kde vzdálenost mezi tóny mi a fa představuje půltón, zatímco vzdálenost mezi ostatními tóny vždy celý tón. Není známo, zda se jedná o autorskou skladbu Guidovu, či o přepracovanou verzi staršího nápěvu. Text hymnu však sloužil k memorizaci slabik pro každý z tónů.
Ve 12. století se rovněž používala tzv. guidonská ruka, řada jednoduchých gest zápěstí, pomocí nichž mohl vedoucí naznačovat výšku tónů zpěvákům.